# Зуц, Константин Александрович
Константин Александрович Зуц (1907, с. Каменка, Екатеринославская губерния — 1966, Магнитогорск) — советский инженер-металлург, кандидат технических наук (1956), лауреат Сталинской премии (1947).

## Биография
Родился 16 августа (29 августа по новому стилю) 1907 года в Екатеринославской губернии (ныне — Днепропетровская область, Украина).
В 1925—1927 гг. работал на металлургическом заводе им. Ф. Э. Дзержинского. С 1927 г. учился в Днепродзержинском металлургическом институте (ДМИ). После его окончания (1932) работал на металлургическом заводе в должностях от старшего инженера-исследователя теплотехнической лаборатории до зам. начальника теплотехнической подстанции. С 1932 по 1941 г. по совместительству доцент кафедры металлургии стали ДМИ, там же с 1939 г. учился в аспирантуре (руководитель — академик Н. Н. Доброхотов).
После начала войны вместе с заводом эвакуировался в Магнитогорск и до 1955 г. работал на ММК: старший инженер теплотехнической лаборатории, руководитель мартеновской группы, зам. начальника цеха КИПиА.
В 1944—1946 гг. участвовал в разработке и внедрении в эксплуатацию приборов и схем автоматического управления тепловым режимом мартеновских печей. За эту работу в 1947 г. присуждена Сталинская премия.
С 1946 г. преподавал и вёл научную деятельность на кафедре металлургии стали Магнитогорского горно-металлургического института(МГМИ), с 1955 по 1964 г. зав. кафедрой металлургических печей.
Кандидат технических наук (1956), тема диссертации «Организация факела пламени в мартеновских печах при помощи дутья сжатым воздухом».
С 1958 г. руководитель объединённой н.-и. группы кафедры металлургических печей МГМИ и лаборатории металлургической теплотехники ММК.
С 1961 г. профессор кафедры металлургических печей. Организовал лабораторию теплопередачи, моделирования печей и автоматизации металлургических процессов.
Соавтор монографии:
- Управление тепловым режимом мартеновской печи. М., 1962.

Лауреат Сталинской премии, награждён двумя орденами «Знак Почёта» (1945, 1958).
Умер 3 апреля 1966 года в Магнитогорске. Похоронен на Правобережном кладбище.